# Ausbelastung
Unter Ausbelastung (englisch „Maximum Load“) wird die subjektiv empfundene körperliche Belastungsgrenze verstanden, die sich in Atemnot und muskulärer Überforderung manifestiert.  Sie wird mit Stufentest-Programmen bis zum erschöpfungsbedingten Abbruch bei der Ergometrie erreicht.
Objektivierbare Ausbelastungszeichen sind:
- Herzschlagfrequenzen von 190/min und mehr
- Blutdruckanstiege auf 240 systolisch und 130 mm Hg diastolisch und mehr
- EKG-Veränderungen: polytope Extrasystolen, absolute Arrhythmie, Auftreten von Überleitungs- (Blockbilder) und Erregungsrückbildungsstörungen (ST-Strecken-Senkungen oder -Hebungen von 0,2 mV und mehr)
- Respiratorischer Quotient über 1,10
- Laktatwerte im Blut von mehr als 8 mmol/l
- pH-Werte im Blut unter 7,2
- keine weitere Zunahme der Sauerstoffaufnahme (levelling off)
- Überschreiten eines Atemäquivalents von 30 bis 35

Untersuchungsprogramme mit gezielter Ausbelastung setzen einen entsprechenden Gesundheitszustand und angemessenen Trainingszustand voraus. Beim Auftreten von Ausbelastungskriterien ist der Test abzubrechen.

## Belege
- Wildor Hollmann (Hrsg.): Lexikon der Sportmedizin. J. A. Barth, Leipzig 1995, ISBN 3-335-00411-6.
- Karl-Hans Arndt (Hrsg.): Sportmedizin in der ärztlichen Praxis. J. A. Barth, Leipzig 1998, ISBN 3-335-00542-2.